# جيمس مونرو
جيمس مونرو (بالإنجليزية: James Monroe)‏ (28 أبريل 1758 - 4 يوليو 1831)، هو خامس رؤساء الولايات المتحدة من 1817 إلى 1825 ورجل دولة وأحد الآباء المؤسسون. يرجع إليه الفضل في الحصول على ولاية فلوريدا لإدارته بعام 1819 والتوصل إلى تسوية ميسوري في عام 1820 والتي أعلن فيها أحقية ولاية ميسوري في تملك العبيد وإعلان مبدأ مونرو بعام 1823 الذي أبدى فيه معارضة الولايات المتحدة لأي تدخل أوروبي في شؤون الأمريكيتين.

## نشأته
عمل والده سبنس مونرو (Spence Monroe) بالنجارة وزارعة التبغ وكانت والدته إليزابيث جونز مونرو (Elizabeth Jones Monroe) من مالكي الأراضي ولكن لم يكن لديها من المال ما يكفي لاستغلال أرضها. وُلد جيمس مونرو في مقاطعة ويستمورلاند(Westmoreland County) بولاية فيرجينيا وتعلم في مدرسة تُدعى أكاديمية كامبل تاون(Campbelltown Academy) ثم في كلية (وليام وماري) (College of William and Mary) و كان كلاهما بولاية فيرجينيا وبعد تخرجه عام (1776) قاتل مونرو في صفوف الجيش وأظهر تميزه في معركة ترينتون (Battle of Trenton) و التي أُصيب فيها بكتفه الأيسر وبعد أدائه للخدمة العسكرية مارس مهنة المحاماة بمقاطعة فريدريكسون (Fredericksburg) بفيرجينيا وتزوج جيمس مونرو من إليزابيث كورترايت (16 فبراير 1786) بكنيسة ترينيتي (Trinity Church) بنيويورك.
تم انتخابه كعضو في مجلس النواب (Virginia House of Delegates) بولاية فيرجينيا عام 1782 وخدم في الكونغرس القاري (Continental Congress) في الفترة من عام (1783 حتى 1786) وكناشط سياسي انضم إلى المعارضين للفيدرالية بمؤتمر فيرجينيا (Virginia Convention) والذي انتهى بالتصديق على الدستور ثم في عام (1790) انتُخب كسيناتور في الكونغرس الأمريكي وقد أظهر تعاطف شديد مع الثورة الفرنسية أثناء عمله كوزير مفوض في فرنسا في الفترة من عام (1794 حتى 1796) وقد ساهم في المفاوضات حول صفقة شراء لويزيانا تحت إدارة الرئيس توماس جفرسون وعمل حاكماً لفيرجينيا في الفترة (1799 – 1802) ثم عاد للعمل ثانية كوزير مفوض بفرنسا عام (1803) وبعدها في المملكة المتحدة (كورت سانت جيمس the Court of St. James) من عام (1803 – 1807) وعمل ثانية كنائب بمجلس النواب بفيرجينيا وأعيد انتخابه لفترة جديدة كحاكم لولاية فيرجينيا عام (1811) ولكنه قدِم استقالته قبل نهاية فترة حكمه بعدة شهور وبعد ذلك شغل منصب سكرتير الولايات المتحدة في الفترة (1811 – 1814) ثم كُلف رسمياً بالعمل كسكرتير حرب في (1 أكتوبر عام 1814) وظل كسكرتير مؤقت للولايات المتحدة حتى أعيد توليته منصب سكرتير دائم الولايات المتحدة في (28 فبراير 1815) تاركاً منصبه كسكرتير حرب وبذلك شغل مونرو كلا المنصبين في الفترة (1814 – 1814) وظلّ مونرو سكرتيراً للدولة حتى نهاية الفترة الرئاسية ل جيمس ماديسون وبدأ مونرو في اليوم التالى فترة رئاسته (1817 – 1825) كرئيس جديد للولايات المتحدة.

## سياساته
تبنى الرئيس الجديد سياسة استرضائية تجاه الناقدين للحرب وفي مستهل فترته الرئاسية قام بجولة في ولايات نيو إنجلاند حيث تمت محادثات عن وحدة لفترة وجيزة يعقُبها انفصال.
يرجع إليه مبدأ العزلة الذي أبقى أمريكا مهتمة بشؤونها الداخلية ولا تتدخل في صراع خارجي.

### تملُك فلوريدا
تكمن أهم إنجازات مونرو كرئيس للبلاد في العلاقات الخارجية.

## الفترة التي اعقبت رئاسته
بعد مغادرته للرئاسة في 4 مارس 1825 عاش مونرو في «مونرو هيل» في محيط أراضي جامعة فرجينيا حيث يمثل الحرم الجامعي الحالي أحد مزارع عائلة مونرو من (1788 - 1817) ولكنه باعها في السنة الأولى من رئاسته إلى الجامعة والتي عمل بها ضمن اللجنة التوجيهية. ثم تراكمت عليه العديد من الديون خلال فترة حياته المتبقية ونتيجة لذلك اضطر إلى طرح (هايلاند بلانتيشن) للبيع والتي تملكتها جامعته التي تخرج منها «ويليام آند ماري» وطوال حياته لم يكن ميسور مادياً وجاءت حالة زوجته المرضية لتجعل الأمور أكثر سوءاً لهذه الأسباب عاش هو وزوجته في (أوك هيل) حتى وفاة إليزابيث عام 1830.

## وفاته
بعد وفاة زوجته إليزابيث انتقل مونرو للعيش مع ابنته ماريا هيستر مونرو في مدينة نيويورك حيث وافته المنية إثر إصابته بإخفاق في عضلة القلب وتعرضه للإصابة بمرض الدرن في 4 يوليو 1831 عن عمر يناهز 73 عاماً وكان ذلك في ذكرى إعلان استقلال الولايات المتحدة رسمياً وبعد وفاة الرئيسين جون آدامز وتوماس جفرسون بخمسة أعوام وتم دفنه أولا ً في نيويورك وأعيد دفنه فيما بعد عام (1858) بولاية فيرجينيا.

## معتقداته الدينية
المعروف أن مونرو تربى في عائلة تنتمي للكنيسة الأنغليكانية عندما كانت كنيسة ولاية فرجينيا وانتمى للكنيسة الأسقفية بعد استقلال البلاد وهي طائفة أنجليكية وعندما بلغ تردد على كنائس الإيبسكوبليان وقد صنفه بعض المؤرخين على أنه ديست (Deist) - من المؤمنين بأن الله خالق الكون دون أن يؤمن الديانات المُنزلة- وقد هوجم توماس جفرسون من قبل على أنه ملحد وكافر لاعتقاده في الربوبية (Deism) فقط بينما لم يحدث ذلك لمونرو لأنه لم يكن ضد النظام الكنسي مثل جفرسون .

## العبودية
امتلك مونرو العشرات من العبيد. أخذ معه العديد منهم إلى واشنطن للخدمة في البيت الأبيض منذ عام 1817 وحتى عام 1825. كان هذا عاديًا بين أصحاب العبيد الآخرين، لأن الكونغرس لم يكن يوفر الخدم المنزليين لرؤساء الولايات المتحدة في ذلك الوقت.
بصفته رئيسًا للجمعية الدستورية في فرجينيا في خريف عام 1829، كرر مونرو إيمانه بكون العبودية آفةً حاولت فرجينيا القضاء عليها، حتى في أثناء كونها مستعمرة بريطانية. فسأل بشكل بلاغيّ «ما هو أصل سكاننا العبيد؟». «بدأ الشر خلال مرحلة استعمارنا، إلا أن المجلس التشريعي الاستعماري لدينا سن القوانين التي تحظر استيراد المزيد من العبيد إلى المستعمرة. فرفضها التاج». إن ما أثار استياء أنصار حقوق الولايات هو أنه كان على استعداد لقبول المساعدة المالية من الحكومة الفيدرالية لتحرير العبيد ونقل المُحررين منهم إلى بلدان أخرى. في أثناء انعقاد الجمعية، أدلى مونرو ببيانه العام الأخير حول العبودية، مقترحًا أن تحرّر فرجينيا عبيدها وترحّلهم «بمساعدة الاتحاد».
عندما كان مونرو حاكمًا لولاية فيرجينيا عام 1800، خطط مئات العبيد من فرجينيا لاختطافه، والاستيلاء على مدينة ريتشموند، والتفاوض على حريتهما. اكتُشفت مؤامرة العبيد التي قادها غابرييل. استدعى مونرو الميليشيات؛ وسرعان ما ألقت دوريات العبيد القبض على بعض العبيد المتهمين بالتورط في ذلك. يقول سيدبري إن بعض المحاكمات كانت بها القليل من التدابير لمنع الانتهاكات، مثل محام مُعيَّن، لكنها «نادرًا ما كانت عادلة». حالت قوانين العبيد دون معاملة العبيد مثل البيض، فخضعوا لمحاكمات سريعة دون هيئة محلفين. أثَّر مونرو على المجلس التنفيذي للعفو عن بعض العبيد وبيعهم بدلًا من شنقهم. يقول المؤرخون إن محاكم فرجينيا أعدمت ما بين 26 و 35 عبدًا. لم يقتل أيٌ من العبيد الذين أُعدموا أحدًا من السكان البيض لأن الانتفاضة قد أُحبطت قبل أن تبدأ.
كان مونرو ناشطًا في جمعية الاستعمار الأمريكية التي دعمت إنشاء مستعمرات خارج الولايات المتحدة للأميركيين الأفارقة الأحرار. ساعد المجتمع في إرسال عدة آلاف من العبيد المُحررين إلى مستعمرة ليبيريا الجديدة في أفريقيا منذ عام 1820 وحتى عام 1840. أراد ملّاك العبيد مثل مونرو وأندرو جاكسون منع السود الأحرار من تشجيع العبيد في الجنوب على التمرد. سُميت عاصمة ليبيريا مونروفيا على اسم الرئيس مونرو.

## وصلات خارجية
- جيمس مونرو على موقع الموسوعة البريطانية (الإنجليزية)
- جيمس مونرو على موقع إن إن دي بي (الإنجليزية)
- جيمس مونرو على موقع ديسكوغز (الإنجليزية)
- السيرة الرسمية لجيمس مونرو من موقع البيت الأبيض (بالإنجليزية)
- جيمس مونرو: دليل مصادر على موقع مكتبة الكونغرس (بالإنجليزية)
- مؤلفات جيمس مونرو في مشروع غوتنبرغ
- أعمال أو نبذة عن جيمس مونرو على أرشيف الإنترنت
- أعمال جيمس مونرو في ليبري فوكس